# Конструктори от Формула 1
Тази страница представлява списък на конструкторите от Формула 1.

## A
- AFM
- AGS
- Alta
- Amon
- Automobili Turismo e Sport
- Andrea Moda
- Anglo American
- Apollon
- Arzani-Volpini
- Aston Butterworth
- Aston Martin

## B
- Behra-Porsche
- Boro
- British Racing Motors
- British Racing Partnership
- Bugatti

## C
- Cisitalia
- Coloni
- Connaught Engineering
- Connew

## D
- Dallara
- De Tomaso
- Derrington-Francis

## E
- Ecurie Nationale Belge
- Eifelland
- Eisenacher Motorenwerk
- Emeryson
- English Racing Automobiles
- Ensign
- EuroBrun

## F
- Ferguson
- FIRST
- Fondmetal
- Forti
- Frank Williams Racing Cars
- Frazer-Nash
- Fry

## G
- Gilby
- Gordini
- Greifzu

## H
- Hersham and Walton
- Hesketh
- Hill

## J
- JBW

## K
- Kauhsen
- Klenk
- Kojima

## L
- Lancia
- Larrousse
- LDS
- LEC
- Leyton House
- Life
- Lyncar

## M
- Maki
- Martini
- Matra
- McGuire
- Merzario
- Midland F1 Racing

## O
- OSCA
- Onyx Grand Prix
- Osella

## P
- Pacific
- Parnelli
- Penske
- Porsche
- Protos

## R
- Rebaque
- Reynard
- Rial

## S
- Scarab
- Scirocco
- Shadow
- Shannon
- Simca-Gordini
- Spirit
- Stebro
- Surtees

## T
- Talbot
- Talbot-Lago
- Tec-Mec
- Tecno
- Theodore
- Token
- Trojan

## V
- Vanwall
- Veritas

## Z
- Zakspeed

## Стартирали само в500-те мили на Индианаполис
- Adams
- Bromme
- Christensen
- Deidt
- Del Roy
- Dunn
- Elder
- Epperly
- Ewing
- Hall
- Kuzma
- Langley
- Lesovsky
- Marchese
- Meskowski
- Moore
- Nichels
- Olson
- Pankratz
- Pawl
- Phillips
- Rae
- Schroeder
- Sherman
- Snowberger
- Stevens
- Sutton
- Trevis
- Turner
- Watson
- Wetteroth

## А
- АГС
- Алфа Ромео
- АТС

## Б
- БМВ
- БМВ Заубер
- БМС Скудерия Италия
- БРМ
- Бенетон
- Брабам
- Браун
- БАР

## В
- Волф
- Вануол
- Върджин

## Д
- Джордан

## Е
- Ероуз

## З
- Заубер
- Закспийд

## И
- Инсайн

## К
- Купър
- Къртис Крафт

## Л
- Лижие
- Лола
- Лотус

## М
- Мазерати
- Макларън
- Марч
- Матра
- Мерцедес-Бенц
- Мерцедес
- Минарди
- Модена

## О
- Ол Американ Рейсинг
- Осела

## П
- Пасифик
- Порше
- Прост

## Р
- Ред Бул
- Рено

## С
- Симтек
- Спайкър
- Стюарт
- Супер Агури
- Съртис

## Т
- Теодор
- Тирел
- Тойота
- Толеман
- Торо Росо

## У
- Уилямс

## Ф
- Ферари
- Фитипалди
- Форс Индия

## Х
- Хаас Лола
- Хескет
- Хиспания
- Хонда

## Ш
- Шадоу

## Я
- Ягуар